# ألين روكر
ألين روكر (بالإنجليزية: Allen Rucker)‏ (26 سبتمبر 1945، ويتشيتا فولز في الولايات المتحدة)؛ كاتب سيناريو وروائي أمريكي.

## روابط خارجية
- ألين روكر على موقع IMDb (الإنجليزية)
- ألين روكر على موقع قاعدة بيانات الفيلم (الإنجليزية)